# A Rockin' Evening with Jerry Lee Lewis
Albums de Jerry Lee Lewis
Last Man Standing Live (en) (DVD)
(2007) Live at Third Man
(2011)
A Rockin' Evening with Jerry Lee Lewis  est un album de Jerry Lee Lewis, sorti le 24 octobre 2008 au format DVD. 

## Liste des chansons
1. Keep My Motor Running
2. You Win Again
3. Lucille
4. Over the Rainbow
5. Whos Gonna Play This Old Piano
6. Great Balls of Fire
7. Trouble in Mind
8. Rockin My Life Away
9. Think About It Darlin
10. When I Get My Wings
11. Middle Age Crazy
12. 39 and Holding
13. Sweet Little Sixteen
14. The One Rose (Thats Left in My Heart)
15. Whole Lotta Shakin' Goin' On - Good Golly, Miss Molly - Tutti Frutti
16. C.C. Rider
17. High School Confidential
18. I Am What I Am
19. Meat Man
20. Me and Bobby McGee
21. Jerrys Close
22. Jerry's Close